# Laure Flament
Laure Flament (Kortrijk, 18 juni 1998) is een Belgisch volleybalster.

## Levensloop
Flament begon met volleyballen op 7-jarige leeftijd bij Davo Wevelgem, later maakte ze de overstap naar VKT Torhout. In 2014 ging ze aan de slag bij VDK Gent. Met deze club won ze in 2021-'22 de landstitel en in 2015-'16 en 2022-'23 de Supercup. In 2023 maakte ze de overstap naar Bevo Roeselare.
Flament liep school aan het Sint-Pauluscollege te Wevelgem en vervolgens Campus Oost van het RHIZO te Kortrijk, alwaar ze haar middelbare studie sociaal-technische wetenschappen afrondde. Beroepshalve is ze ergotherapeute in het buitengewoon onderwijs. Een studie die ze voltooide aan de Arteveldehogeschool te Gent.